# Homofobija
Homofobíja (starogrško ὁμός, latinizirano: homós, dob. 'enak, podoben' in starogrško φόβος, latinizirano: phobos, dob. 'strah, bojazen, fobija') označuje sovražnost do homoseksualnosti. Beseda ne pomeni dejansko fobije kot bolezenski strah, marveč averzijo do istospolnosti. Gre za eno pogostih oblik diskriminacije v družbi.
Izraz »homofobija« je skoval ameriški psiholog, psihiater, psihoterapevt, pisatelj in aktivist George Weinberg (* 1935) leta 1972 v svojem delu Skupnost in zdravi homoseksual. Beseda homofobija se je prvič pojavila v tisku v članku napisanem za izdajo ameriške pornografske revije Screw 23. maja 1969, kjer naj bi se nanašala na strah heteroseksualnih moških o tem, da bi drugi mislili o njihovi homoseksualnosti. Izraz se uporablja v uradnih mednarodnih dokumentih in socioloških inštitutih, kjer se ta pojav obravnava skupaj z rasizmom, ksenofobijo, antisemitizmom in seksizmom. 

## Izražanje homofobije
Homofobija je v družbi prisotna v različnih pojavnih oblikah, od predsodkov, zavračanja, sovraštva, zagovarjanja nestrpnosti do homoseksualcev in vse do fizičnega in psihičnega nasilja nad njimi. V nekaterih državah, zlasti islamskih, je celo zakonsko določena usmrtitev homoseksualcev.